# Вяткино (Судогодский район)
Вяткино — посёлок в Судогодском районе Владимирской области России, административный центр Вяткинского сельского поселения.

## География
Посёлок находится в 9 км к юго-востоку от Владимира и в 28 км к северо-западу от райцентра Судогды.

## История

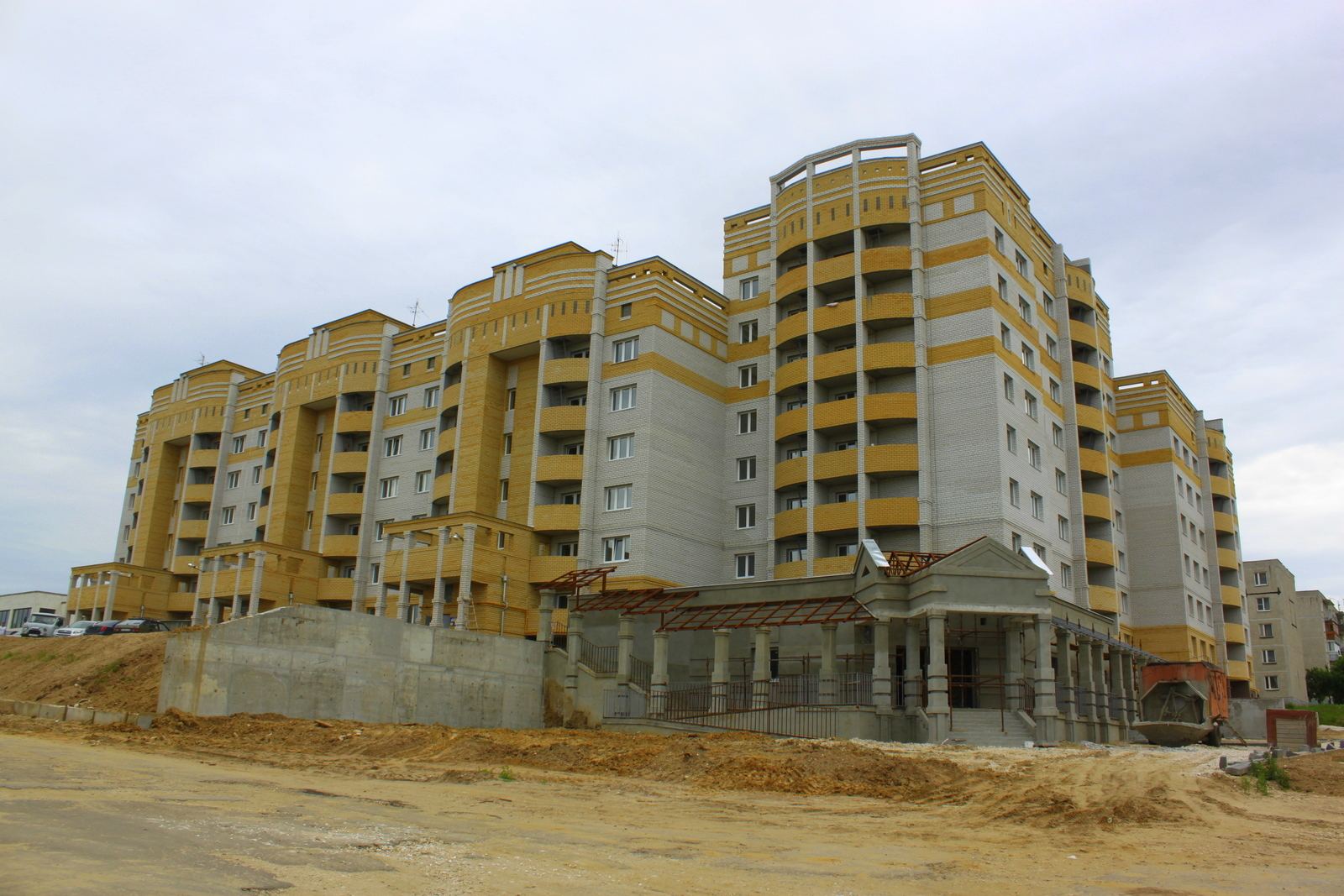
Новый микрорайон в Вяткино. 2011 год

До революции деревня в составе Погребищенской волости Владимирского уезда. В 1859 году в деревне числилось 25 дворов, в 1905 году  — 31 двор, в 1926 году — 41 хозяйство.
С 1929 года деревня входила с состав Погребищенского сельсовета Владимирского района, с 1954 года — в составе Бараковского сельсовета, с 1965 года — в составе  Судогодского района, с 2005 года — центр Вяткинского сельского поселения.

## Население
| 1859 | 1905 | 1926 | 2002  | 2010  | 2021  |
| ---- | ---- | ---- | ----- | ----- | ----- |
| 129  | ↗182 | ↗201 | ↗1340 | ↘1338 | ↗1694 |

## Инфраструктура
В поселке расположена Вяткинская средняя общеобразовательная школа (открыта в 1986 году), детский сад «Родничок», дом культуры, амбулатория, отделение почтовой связи.

## Экономика
В посёлке находится  Всероссийский научно-исследовательский, конструкторский и проектно-технологический институт торфа и органических удобрений (ВНИПТИОУ).

## Транспорт
Из Владимира ходит автобус 139 (маршрут обслуживается группой компаний "ООО Транссовт").